# Bela Čuzdi
Vojislav Bela Čuzdi (serb. Војислав Бела Чузди, ur. 24 października 1926 w Adzie, zm. 10 stycznia 1997 w Suboticy) – jugosłowiański zapaśnik, uczestnik Igrzysk Olimpijskich w 1952 roku.

## Letnie Igrzyska Olimpijskie 1952
| Konkurencja             | Runda grupowa        | Runda grupowa          | Runda grupowa                  | Runda grupowa                  | Runda grupowa                  | Runda grupowa                  | Klas. końcowa |
| Konkurencja             | Przeciwnik I         | Przeciwnik II          | Przeciwnik III                 | Przeciwnik IV                  | Przeciwnik V                   | Przeciwnik VI                  | Miejsce       |
| ----------------------- | -------------------- | ---------------------- | ------------------------------ | ------------------------------ | ------------------------------ | ------------------------------ | ------------- |
| styl klasyczny do 73 kg | Osvaldo Riva (ITA) L | Marin Belușică (ROU) L | → Odpadł z dalszej rywalizacji | → Odpadł z dalszej rywalizacji | → Odpadł z dalszej rywalizacji | → Odpadł z dalszej rywalizacji | 13.           |